# 프로젝트 관리 연구소
프로젝트 관리 연구소(Project Management Institute, PMI)는 프로젝트 관리를 위한 미국 비영리 전문 단체이다.

## 개요
PMI는 표준, 연구, 교육, 출판, 지역 지부에서의 네트워킹 기회 개발, 컨퍼런스 및 세미나 개최, 프로젝트 관리에 대한 인증 제공 등의 서비스를 제공한다. PMI는 ANSI(American National Standards Institute)에서 인정한 "프로젝트 관리 지식 체계 지침"과 같은 산업 표준을 창안하기위한 자원 봉사자를 모집했다. 2012년 ISO는 프로젝트 관리 프로세스를 PMBOK Guide 4th Edition 에 발표하였다.

## 역사
1960년대에는 프로젝트 관리가 우주 항공, 건설 및 방위 산업에 사용되기 시작했다. Project Management Institute는 Georgia Institute of Technology에서 Ned Engman (McDonnel Douglas Automation), James Snyder 및 Susan Gallagher (SmithKline & French Laboratories), Eric Jenett (Brown & Root) 및 J Gordon Davis (Georgia Institute of Technology) 등에 의해서 조직되었다.  비영리 단체로 1969년에. 같은 해 펜실베니아 주에 합병되었다. PMI는 1975년 "프로젝트 관리에서 전문성에 대한 필요성을 인식하고 프로젝트 관리 문제, 솔루션 및 응용 프로그램을 자유롭게 교환 할 수 있는 포럼을 제공하고 산업 및 학술 연구 노력을 조정하며 공통된 용어 및 기술을 개발하여 의사 소통, 사용자와 하드웨어 및 소프트웨어 시스템 공급 업체 간 인터페이스 제공, 프로젝트 관리 분야에서의 교육 및 경력 개발 지침을 제공한다.

## 인증 방법
1984년에 시작된 PMI의 첫 번째 자격은 프로젝트 관리 전문가(PMP)이다. 이후 PRINCE2 인증과 함께 사실상의 표준 인증이 프로젝트 관리에 사용되었다. 2007년에는 국제 표준화기구 (ISO)에서 ANSI / ISO / IEC 17024 인증을 받았다. 2016년 현재 710,000 명이 넘는 사람들이 PMP 자격 인증을 보유하고 있다

## 같이 보기
- 프로젝트 전문가